# Stocking Pelham
Stocking Pelham – wieś w Anglii, w hrabstwie Hertfordshire. Leży 21 km na północny wschód od miasta Hertford i 51 km na północ od centrum Londynu.